# Solfläckar

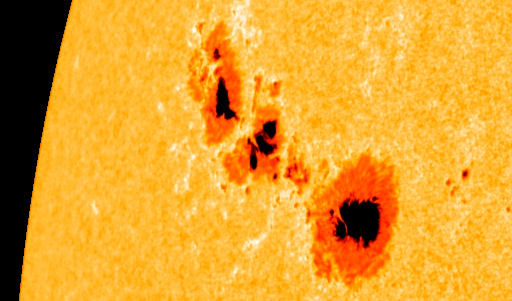
Solfläckar

Solfläckar är mörka fläckar på solen som beror på att lokala magnetfält på solen hindrar flödet av solens energi inifrån att nå solens yta just där. Den delen av solytan blir då mindre het och lyser svagare, och ser därför mörk ut jämfört med övriga solytan. Vid hög solaktivitet är det mycket solfläckar. Solens totala utstrålning blir då aningen högre, trots att små delar av solytan (solfläckarna) strålar ut mindre energi. Solfläckarna varierar i cykler vanligen 9–13 år. Det finns olika sätt att räkna fram periodens medelvärde, man brukar hamna mellan 11,05 och 11,09 år.
På motsvarande sätt finns stjärnfläckar på andra stjärnor.

## Historia
Solfläckarna på solen har varit kända i flera tusen år. I solnedgången, då solen på grund av ljusbrytningseffekter i atmosfären syns förstorad, och ögat inte bländas så starkt, kan faktiskt utan hjälp av kikare eller andra instrument, större solfläckar ses med blotta ögat. Den äldsta kända noteringen finns i en kinesisk skrift från år 28 f.Kr. Enstaka noteringar om solfläckar finns också i gamla grekiska skrifter.
Pionjärer i västerlandet sedan teleskopet uppfunnits 1609 var Thomas Harriot (1560–1621), brittisk matematiker, astronom och astrolog, Galileo Galilei (1564–1642) italiensk astronom, matematiker, fysiker och annat samt Christoph Scheiner (1575–1650), optiker och astronom i Ingolstadt.
Troligen var Harriot den förste i västerlandet som 1610 i december såg solfläckar med teleskopet. Detta teleskop hade sex gångers förstoring. Men Harriot var allmänt hemlighetsfull till sin natur, och publicerade inget om sina solfläckrön.
Galileo låg ungefär fyra månader efter Harriot i sina solfläckstudier, men till skillnad från Harriot såg Galileo till att få sina rön snabbt publicerade. Av denna anledning har Galileo – kanske något orättvist – fått namn om sig att vara solfläckarnas upptäckare.
Galileo och Scheiner kände till varandra och hade en del brevväxling. Scheiner trodde först att fläckarna berodde på att några slags föremål mellan solen och jorden skymde solljuset, men blev senare övertygad om att Galileis åsikt att fläckarna var fenomen på solen själv, var det rätta. Scheiner skrev om sina rön i Rosa ursina som lämnade trycket ett år före Galileos motsvarande rapport, trots att egentligen Galileo låg före Scheiner i solfläcksforskningen.

## Fysik

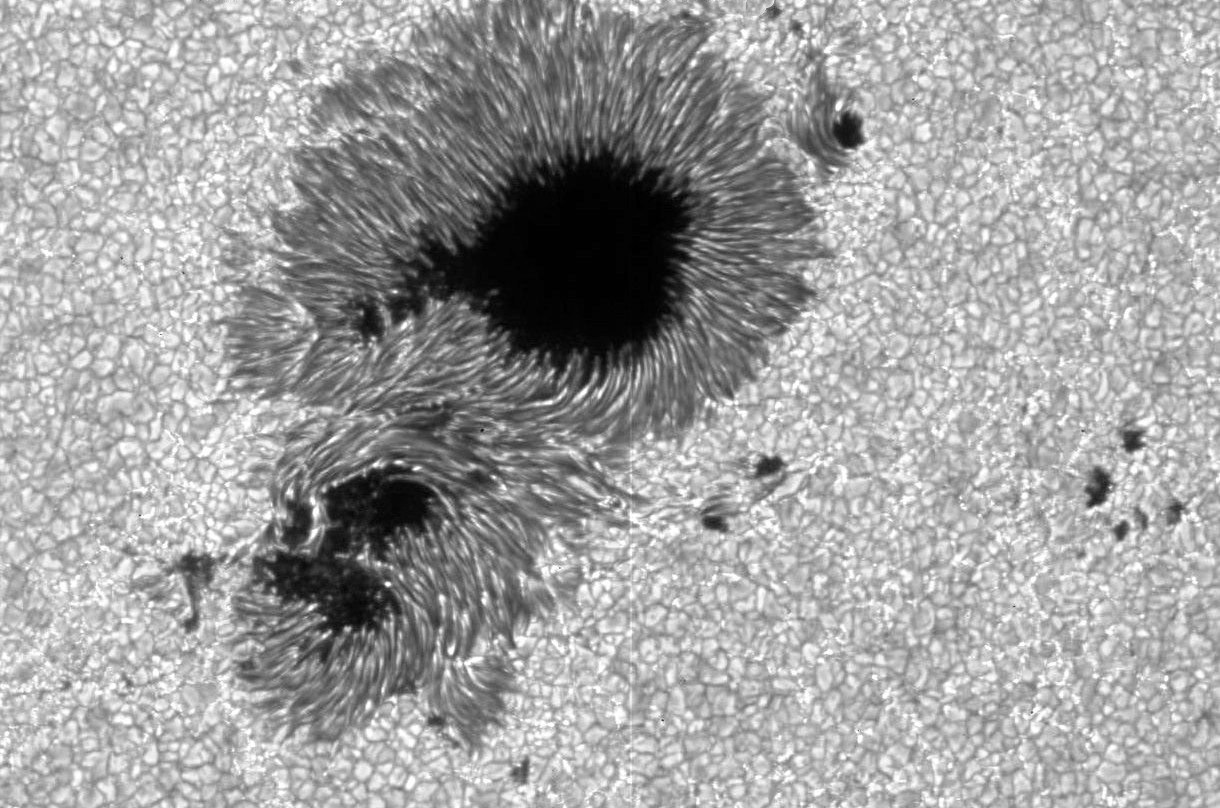
Närbild på en solfläck från 2006. Solfläckens storlek är ungefär 20 000 km från högerkant till vänsterkant.

Man har länge haft svårt att förklara solfläckarna, men numera anser man dock att de orsakas av inhomogeniteter i solens magnetfält. Vad som orsakar de magnetiska inhomogeniteterna återstår fortfarande att förklara.
Solytan håller ungefär 6 000 °C, men fläckvis är temperaturen lägre, omkring 4 000 °C. Det mörkaste området kallas umbra, skugga. Vid randen finns ett övergångsområde med temperatur 5 000–5 500 °C, som kallas penumbra, halvskugga. Alla områdena är i själva verket vitglödande heta, men temperaturskillnaderna gör att fläckarna vid jämförelse med omgivningen syns mörka.

### Att räkna solfläckar
År 1749 började man räkna antalet solfläckar vid observatoriet i Zürich, och från 1849 gjorde man det kontinuerligt.
Den schweiziske astronomen Rudolf Wolf (1816–1893), verksam vid observatoriet i Zürich, skapade 1849 ett index för antalet solfläckar:
{\displaystyle R=k(10G+S)}
där G är antalet grupper av solfläckar inom ett avgränsat område och S är antalet separata solfläckar vid sidan om grupperna. k är en skalfaktor, som Wolf godtyckligt satte till 1. Faktorn 10 grundar sig på det faktum att grupperna i medeltal innehåller ungefär tio separata fläckar.
Detta tal kallas omväxlande Wolfs solfläckstal och Zürich-solfläckstalet. Beteckningen är  Rz för att framhålla att det är ett värde som fastställts vid Zürich-observatoriet.
Skalfaktorn är en ”personlighetsfaktor” som fastställs för varje observatorium så att de solfläcksbestämningar som görs vid olika observatorier ger ungefär samma resultat. Det är nämligen i viss mån subjektivt att avgöra vad som är en solfläck eller inte (beror på vem som är observatör), och vad man ser beror på egenskaperna hos de instrument som det enskilda observatoriet disponerar för fläckräknandet.
Man måste ta med i beräkningen att observationer gjorda vid observatorier på västra halvklotet blir i princip ett halvt dygn tidsförskjutna i förhållande till vad som räknas i observatorier på östra halvklotet, och under den tiden kan solfläckstalet ändra sig.

### Solfläckscykeln
Antalet solfläckar varierar kraftigt med en cykel om drygt elva år. Tar man hänsyn till den samtidigt inträffande polomkastningen finner man att perioden i stället bör sättas till det dubbla, något över 22 år. Cykeltiden kan variera åtskilligt från period till period. Den hittills kortaste noterade perioden var sju år och den längsta fjorton år. Vi befinner oss i cykel nummer 24 sedan man började räkna solfläckar systematiskt.
I början tog Wolf inte med de allra minsta solfläckarna, men senare, med tillgång till allt bättre instrument tar man med även små solfläckar. För att få jämförbara resultat från olika solfläckscykler har man därför på senare tid infört en generell reduceringsfaktor på 0,6.

### Internationellt samarbete
Numera har Sunspot Index Data Center (SIDC) i Bryssel övertagit uppgiften från Zürich att fastställa det internationella solfläckstalet. Därvid samarbetar man med National Oceanic and Atmospheric Administration (NOAA) i USA, som svarar för observationer på västra halvklotet.

### Effekter på jorden
De processer i solen som påverkar solfläckarna styr också de partikelstrålningar, som sänds ut från solen, solvinden. Solstrålningen, som även inbegriper röntgenstrålning, styr egenskaperna i jonosfären i de övre delarna av jordens atmosfär. Joniseringens styrka på olika höjd har mycket stor inverkan på radiovågutbredningen inom vida frekvensområden, främst kortvågsområdet. Solfläckstalet är därför en utomordentligt betydelsefull faktor vid utarbetande av radioprognoser.

## Maunders minimum
Den brittiske astronomen och bibelforskaren Edward Walter Maunder (1851–1928) konstaterade att det under en lång period 1645–1715 nästan inte alls förekom några rapporter om solfläckar. Denna period kallas därför Maunders minimum. I litteraturen anges perioden ibland 1645–1710, eftersom det faktiskt förekom enstaka solfläckar 1710–1715, men dessa tynade av. Först efter 1715 blev solfläcksförekomsten mer normal.
Hittills har det inte framkommit någon förklaring till att solfläckarna på detta sätt försvann. Men man har konstaterat att samtidigt var klimatet överallt på jorden förändrat med extremt kalla vintrar och svala somrar. Denna period har därför kallats Lilla istiden. Det kan synas vara ett tecken på att solfläcksförekomst har ett stort inflytande på klimatet, men något avgörande bevis på en direkt koppling finns inte.

## Wolfs minimum
Redan Wolf hade vid sina studier av gammal litteratur där solfläckar nämnts konstaterat att det var anmärkningsvärt få noteringar under 1300-talet. Denna period har kommit att betecknas Wolfs minimum, men är inte lika omskrivet som Maunders minimum.

## Spörers minimum
Den tyske astronomen Gustav Spörer (1822–1895) kunde efter studium av sporadiska anteckningar om solfläckar i gamla skrifter konstatera att nästan inga solfläckar rapporterats från perioden 1400–1510 (enligt vissa källor perioden 1420–1570). Denna period har därför betecknats Spörers minimum.

## Det utjämnade solfläcktalet
Solfläckstalet varierar kraftigt från dag till dag, och ett enstaka värde kan inte tas som utgångspunkt vad som är att vänta nästa dag, eller längre fram i tiden, om några månader eller kanske om elva år. Man bygger därför solfläcksprognoser på statistiska medelvärden, dels över en månad, dels medeltalet av tolv månadsmedelvärden. Månadsmedelvärdet anses då mest representativt för den 15:e dagen i den just förlupna månaden. Lite skevt är detta egentligen rent teoretiskt eftersom det kan vara allt mellan 28 och 31 dagar i en månad, men en dag hit eller dit har liten betydelse för medeltalet, och vid sidan om alla andra osäkerheter kan detta teoretiska fel försummas.
När det gäller medelvärdet över ett år hamnar ju mitten i skarven mellan två månader, och då uppstår problemet vilket värde som i medeltal ska räknas som representativt för en viss månad. Man löser problemet på så sätt att man bildar medelvärdet av 13 månader, men ger vikten 0,5 till månadsmedelvärdet i den första och den sista månaden i perioden. Det tal som räknats fram på detta sätt betecknas med R12.
Detta medelvärde är glidande över året, så att för varje ny månad som har fått sitt månadsmedelvärde bestämt så lägger man till detta samtidigt som man plockar bort det äldsta, nu mer än tretton månader gamla värdet. Samtidigt justerar man om vikterna så att de nya yttermånaderna ges vikten 0,5 som förut, och alla månaderna innanför ges vikten 1.
Förfarandet innebär att tolvmånadersmedelvärdet inte kan räknas ut förrän ett halvår efter det att det har "inträffat". Det mest aktuella värde är alltså redan sex månader föråldrat, och kan inte läggas till grund för prognoser. Lyckligtvis varierar det glidande tolvmånadersmedelvärdet ganska ”snällt” från månad till månad utan större språng, så den graf som kan konstrueras utgående från R12-värden blir någorlunda jämn med bara oregelbundna, mindre krusningar.
Slutligen antar man att grafen kommer att förlöpa på ungefär samma sätt som den gjorde vid motsvarande tidpunkt i förra solfläcksperioden och kan med detta som grund göra en någorlunda kvalificerad gissning hur R12 kommer att te sig de närmaste månaderna i framtiden. Den gissningen omprövas varje månad ett nytt R12-värde räknats fram, och vid behov får man ompröva den tidigare gjorda prognosen, precis som meteorologiska institut gör med det ”vanliga” vädret.

## Källhänvisningar
1. ↑  Daisy Dobrijevic (27 maj 2022). ”Sunspots: What are they, and why do they occur?” (på engelska). Space.com. https://www.space.com/sunspots-formation-discovery-observations. Läst 12 augusti 2023.
2. ↑  I litteraturen förekommer benämningen SDIC synonymt med SIDC; bruket har varierat genom åren.